# 陸軍中野学校 開戦前夜
『陸軍中野学校 開戦前夜』（りくぐんなかのがっこう かいせんぜんや）は、1968年3月9日に大映が配給した、井上昭監督、市川雷蔵主演のスパイ映画である。
市川雷蔵主演でシリーズ化された『陸軍中野学校』シリーズ第5弾、市川の闘病や病死もあり、本作がシリーズ最終作となった。

## あらすじ
時は1941年の11月、日米の交渉が決裂することがほぼ確実な中、香港や東京などで日米スパイたちが激しい諜報戦を繰り広げていた。椎名は敵国情報機関の秘密文書に書かれた情報を盗み出すが、極秘であるはずの御前会議の内容が敵国に漏れていたことが発覚する。椎名をはじめとする陸軍中野学校は軍部と協力して、御前会議に紛れ込んでいたスパイの洗い出しを開始、スパイの一掃を計る。

## 配役
- 市川雷蔵 : 椎名次郎
- 小山明子 : 一の瀬秋子
- 浜田ゆう子 : 芸者小菊
- 細川俊之 : 磯村宏
- 内藤武敏 : 柏木陸軍中佐
- 久米明 : 南
- 内田稔 : 小山田海軍大佐
- 塩崎純男 : 狩谷三吉
- 木村玄 : 南文一
- 橘公子 : 金井和枝
- ピーター・ウィリアム : スタンリー・レイ
- マイク・ダニーン : ジョセフ・ケント
- 和田正也 : 諜報員小川
- 川崎あかね : ホテル前のシナ人
- 織田利枝子 : 中田昌子
- 船越英二 : 水池吾郎
- 加東大介 : 草薙中佐
- 清水将夫 : 大原秀人

## スタッフ
- 監督 : 井上昭
- 企画 : 関幸輔
- 撮影 : 武田千吉郎
- 美術 : 上里忠男
- 音楽 : 池野成
- 編集 : 山田弘
- 脚本 : 長谷川公之

## 併映作品
- 『ジェットF104脱出せよ』: 村山三男監督作品

## 陸軍中野学校シリーズ
- 『陸軍中野学校』 (1966年6月4日) 増村保造監督
- 『陸軍中野学校 雲一号指令 』(1966年9月17日) 森一生監督
- 『陸軍中野学校 竜三号指令』 (1967年1月3日) 田中徳三監督
- 『陸軍中野学校 密命』 (1967年6月17日) 井上昭監督
- 『陸軍中野学校 開戦前夜』 (1968年3月9日)  井上昭監督